# دستور كوبا

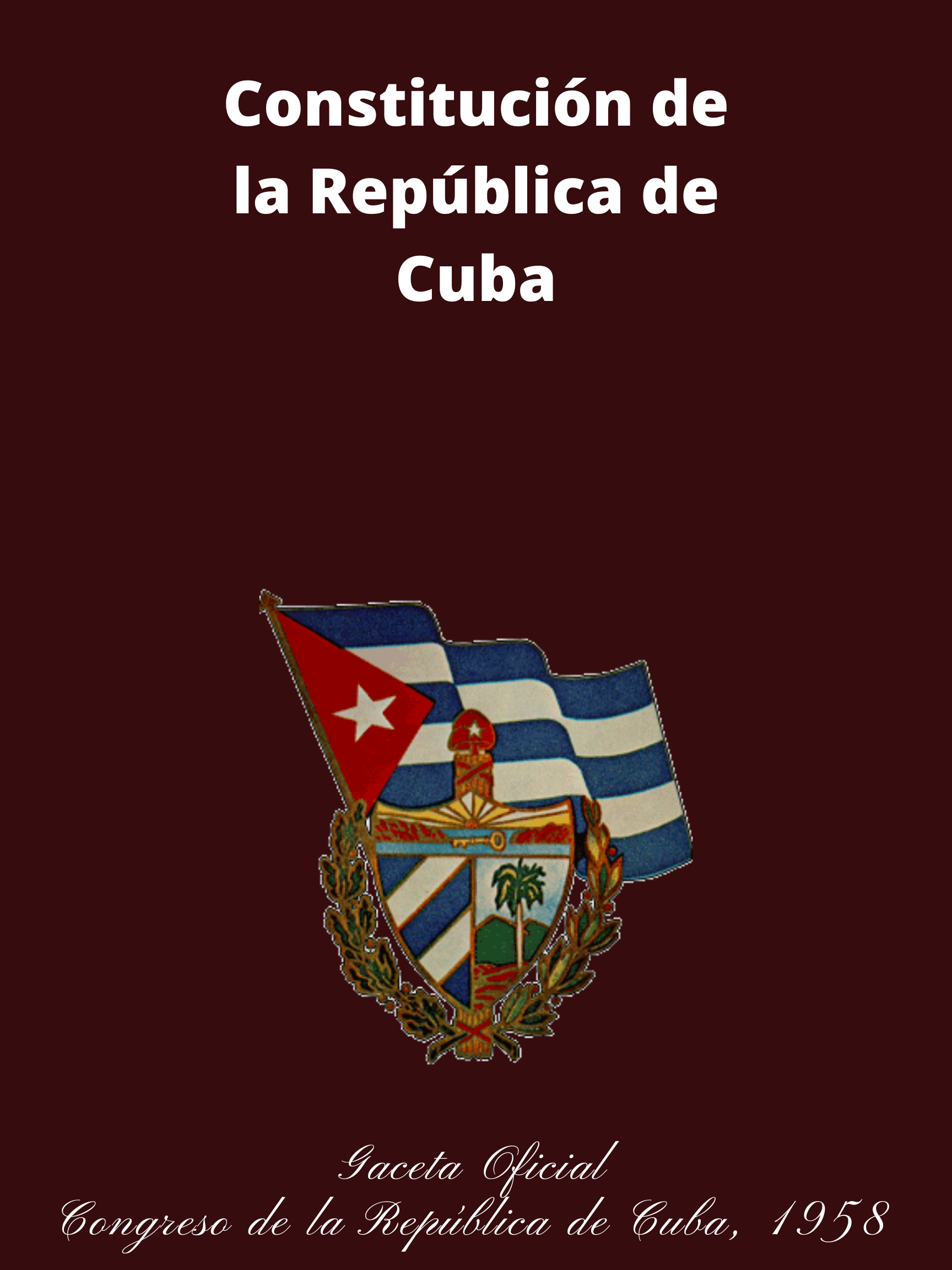
ملصق دستور كوبا

كانت كوبا تمتلك عدة دساتير حتى قبل حصولها على استقلالها عن إسبانيا، سواء كانت دساتير اعتمدها الثوار أو اقترحوها كوثائق حاكمة للأراضي التي سيطروا عليها خلال حربهم ضد إسبانيا. تعاقب على كوبا عدة دساتير منذ أن فازت باستقلالها. صيغ أول دستور منذ الثورة الكوبية في عام 1976 ويجري تعديله منذ ذلك الحين. في عام 2018، ألتزمت كوبا بمراجعة كبيرة لدستورها، ونوقشت هذه المراجعة على نطاق واسع من قبل الشعب والأكاديميين. سُن الدستور الحالي في عام 2019.

## النماذج الأولى
أثارت الأحداث في إسبانيا في بداية القرن التاسع عشر قلقًا عامًا تجاه الدساتير في أنحاء المناطق التابعة لإسبانيا في الخارج. في عام 1808، تخلى كل من فيرديناند السابع ملك إسبانيا وسلفه ووالده عن مطالبهم بالعرش لصالح نابليون بونابرت، الذي نقل التاج بدوره إلى شقيقه جوزيف بونابرت. في حرب شبه الجزيرة التي تلت ذلك، شن الإسبان حرب استقلال ضد الإمبراطورية الفرنسية. في 19 مارس، 1812، تبنى البرلمان الإسباني في الملجأ في قادس، الدستور الإسباني لعام 1812، الذي أسس ملكية دستورية وألغى العديد من المؤسسات الأساسية التي كانت تمنح امتيازًا لبعض المجموعات أكثر من مجموعات أخرى. تضمن البرلمان ممثلين من أنحاء الإمبراطورية الإسبانية، بما في ذلك كوبا.
اقتُرح لكوبا العديد من نماذج الحكومة الدستورية. عرض خوسيه أغوستين كاباليرو «ميثاق الحكم الذاتي الكوبي تحت الحكم الإسباني» في دياريو دي لا هابانا في عام 1810، ليتم تطويره كمشروع حكومة مستقلة في كوبا عام 1811. في السنة التالية، كتب الوكيل القانوني في بايامو، خواكين إينفانت الذي يعيش في كاراكاس، مشروعه الدستوري لجزيرة كوبا. وفق بين مبادئه السياسية الليبرالية والعبودية في كوبا، مشيرًا إلى أن وجود العبودية في الولايات المتحدة كان مترافقًا مع الحكومة الجمهورية. سجنته السلطات الإسبانية بسبب كتاباته. في عام 1821، مثل فيليكس فاريلا كوبا في البرلمان الإسباني خلال فترة قصيرة عندما تم تغيير دستور عام 1812. شارك في عريضة قدمت إلى التاج من أجل استقلال مستعمرات إسبانيا الأمريكية اللاتينية، بدعم من مشروعه التعليمي لحكومات المقاطعات الخارجية المستقلة اقتصاديًا وسياسيًا.

## دستور غوايميرو
كان دستور غوايميرو هو الوثيقة الحاكمة التي كتبها الحزب الليبرالي المثالي والسياسي في التمرد الذي طعن بالحكم الاستعماري الإسباني في كوبا، وفُرض على كارلوس مانويل دي سيسبيديس، المحافظ الذي طالب بقيادة حركة الاستقلال. كان ساري المفعول اسميًا منذ عام 1869 حتى عام 1878 خلال الحرب التي استمرت عشر سنوات ضد إسبانيا.

## دستور جيماغاواي
اعتمد دستوران خاصان في سياق كفاح كوبا من أجل الاستقلال عن إسبانيا (1895-1898). بتاريخ 16 سبتمبر، 1895، اعتمد مندوبون يمثلون قوات المتمردين دستورًا في جيماغاواي، وهو دستور جمهورية كوبا فيما يتعلق بالأسلحة، ووضعوه قيد المراجعة خلال عامين من قبل مجلس نيابي. وصف هذا الدستور العلاقة بين السلطة العسكرية والسلطة المدنية. وعين مسؤولين رئيسيين وحدد متطلبات معاهدة السلام مع إسبانيا. في سبتمبر، 1897، اجتمع المجلس في لا يايا واعتمد وثيقة جديدة في 30 أكتوبر، وعين رئيسًا وناسب رئيس جديدين.

## دستور لا يايا
كان دستور لا يايا المكتوب في عام 1897 آخر دستور قبل هزيمة الإسبان. كتب الجنرال خوسيه براوليو أليمان أوركيا الفقرات الرئيسية البارزة في هذا الدستور عن الحقوق المدنية المتساوية، وعن حق الاقتراع والحقوق التي تحكم بالتعليم المتساوي لجميع الكوبيين. استخدم هذا الدستور كنموذج لدستور عام 1901.

## دستور عام 1901
كان دستور عام 1901 أول دستور لكوبا كدولة مستقلة. تضمن ثمانية مبادئ موضحة في تعديل بلات والتي من دونها لم تكن لتنسحب القوات الأمريكية من كوبا، ومن ضمنها البند الذي ينص على أن الولايات المتحدة لديها الحق في التدخل في علاقات كوبا لحماية استقلالها وضمان استقرار حكومتها. ظلت جميع مبادئ بلات سارية المفعول حتى توقيع معاهدة العلاقات بين كوبا والولايات المتحدة(1934)، والتي تم التفاوض عليها كجزء من سياسة حسن الجوار التي انتهجها فرانكلين دي روزفيلت تجاه أمريكا اللاتينية، ودخلت حيز التنفيذ بتاريخ 9 يونيو، 1934، لتترك للولايات المتحدة فقط حقها في عقد إيجار دائم لمحطة غوانتامو البحرية التابعة لها.

## دستور عام 1940
انتخب خلال رئاسة فيديريكو لاريدو برو، مجلس دستوري في نوفمبر عام 1939، هدفه كتابة دستور جديد. تناقش المجلس علنًا مدة ستة أشهر واعتمد الدستور في مبنى الكابيتول في هافانا. وقعه المفوضون بتاريخ 1 يوليو، 1940، ودخل حيز التنفيذ في 10 أكتوبر، 1940. نص الدستور على إصلاح الأراضي، والتعليم العام، والرعاية الصحية الشاملة، وغيرها من الأفكار التقدمية، والتي لم ينفذ العديد منها بشكل عملي. ألغى الدستور عقوبة الإعدام وشكل قيودًا على السياسة الوطنية المتعلقة بحجم حيازات الأرض، ووضع حد للملكية المشتركة لمزارع ومصانع السكر، لكن هذه المبادئ لم تتحول أبدًا إلى تشريعات. نص الدستور على وجود رئاسة وكونغرس مؤلف من مجلسين، وتبلغ فترة حكم كل منهما أربع سنوات، مع حظر إعادة الانتخابات المباشرة لمنصب الرئيس (رغم السماح بإعادة الانتخاب ولكن بشكل غير متتالي؛ على غرار دستور تشيلي الحالي)، وتكون السلطة التنفيذية مشتركة مع مكتب منفصل جديد لرئيس وزراء كوبا، يرشحه الرئيس. علق فولغيسيو باتيستا أجزاءً من هذا الدستور بعد استيلائه على السلطة في عام 1952. عُلق بشكل كامل بعد الثورة الكوبية.